# マッテオ・ポリターノ
マッテオ・ポリターノ（Matteo Politano, 1993年8月3日 - ）は、イタリア・ローマ出身のサッカー選手。SSCナポリ所属。イタリア代表。ポジションはFW。

## 経歴

### クラブ
2004年からASローマの下部組織に在籍し、2012年当時セリエC2に所属していたペルージャ・カルチョへのレンタル移籍中にプロデビュー。翌2013年夏にはセリエBのデルフィーノ・ペスカーラへ移籍。2014-15シーズンには46試合に出場し6得点を挙げる活躍を見せた。
2015年7月2日、セリエAのUSサッスオーロ・カルチョへ買取オプション付きレンタルで移籍した。買取額は350万ユーロ。同年8月23日のSSCナポリ戦でセリエAデビューを果たし、同年9月20日の古巣・ASローマ戦ではチームを引き分けに導くセリエA初得点を記録。2015-16シーズンは途中出場がメインながらも28試合に出場した。
2017-18シーズンの開幕直後である2017年8月23日にサッスオーロとの契約を2022年まで延長。同シーズン後半戦にはゴールラッシュを見せ、2018年3月31日のSSCナポリ戦から4月15日のベネヴェント・カルチョ戦まで3試合連続ゴールを記録するなど計10得点を決め、キャリア初となる二桁得点を達成した。
2018年6月30日、インテルナツィオナーレ・ミラノへ買取オプション付きのレンタルで移籍した。2019年6月19日、買取オプションが行使され、インテルに完全移籍することが発表された。2020年1月、レオナルド・スピナッツォーラとのトレードによって古巣ASローマに移籍することとなり、メディカルチェックのためにローマ入りした事がASローマから発表された。しかし、その後スピナッツォーラの移籍に関してクラブ間で合意できず、ポリターノの移籍も破談となった。その後28日にSSCナポリへのローン移籍が決まった。

### 代表
イタリア代表として世代別代表に選出され、2018年5月28日に行われたサウジアラビアとの親善試合でA代表デビューを果たした。

## タイトル
ナポリ
- コッパ・イタリア：2019-20
- セリエA：2022-23